# Fábrica de Pios
A Fábrica de Pios é um empresa brasileira fundada no ano de 1903 na cidade de Cachoeiro de Itapemirim, no Espírito Santo, por Maurílio Coelho. Trata-se da única fábrica na América Latina especializada na fabricação de pios de aves, ou seja, instrumentos de sopro que imitam o canto dos pássaros. Antes utilizados para caça, hoje os pios cumprem a função de preservação da natureza e da história e cultura cachoeirense.

## Histórico
Maurílio Coelho foi o pioneiro e quem deu início à fábrica de pios, há mais de 120 anos. Ele aprendeu a confeccionar os pios com os índios Purís, que viviam na região onde hoje é a cidade de Muqui-ES. Começou fabricando “pios para caça” e, após sua jornada, a neta dele, Uiara, deu continuidade ao trabalho. Em tempos recentes, na década de 2010, o filho dela, Fábio Coelho, passou a comandar a empresa com um irmão.

### Produtos
Em 2015, dentre o rol de produtos fabricados pela fábrica, usados mormente para atrair animais para observação, havia 37 modelos de pios. O mais barato custava então R$ 20 e a caixa completa chegava a cerca de R$ 3 mil. Os produtos são vendidos para o Brasil e também para outros países, como Estados Unidos e Coréia.

### Patrimônio cultural municipal
Pela importância da Fábrica de Pios e de Maurílio Coelho para a história da cidade, Secretaria Municipal de Cultura de Cachoeiro do Itapemirim-ES (SEMCULT) declarou a Fábrica de Pios de Caça “Maurílio Coelho” como patrimônio cultural municipal, por meio da Lei Municipal nº 5484, de 2003.